# 成田歳法
成田 歳法（なりた としのり）は、日本のアニメーション演出家。

## 略歴・人物
J.C.STAFFとマッドハウスで制作進行を務めた後、動画・仕上げ検査を経て演出と絵コンテを担当するようになる。
現在はマジックバス制作の作品に多く携わっている。

## 参加作品

### テレビアニメ
1995年
- ヤンボウ ニンボウ トンボウ（1995年 - 1996年、演出）

1996年
- バケツでごはん（検査）

1998年
- MASTERキートン（制作進行）
- 魔術士オーフェン Revenge（1998年 - 1999年、演出）
- カードキャプターさくら クロウカード編（1998年 - 1999年、動画）

1999年
- キョロちゃん（1999年 - 2001年、演出）
- ジバクくん（1999年 - 2000年、演出）

2000年
- 女神候補生（演出）
- ラブひな（演出）
- 無敵王トライゼノン（2000年 - 2001年、絵コンテ・演出）
- 幻想魔伝 最遊記（2000年 - 2001年、演出）

2001年
- ギャラクシーエンジェル（演出）
- ヒカルの碁（2001年 - 2003年、絵コンテ）

2002年
- 最終兵器彼女（絵コンテ・演出）
- シスター・プリンセス RePure（絵コンテ・演出）
- ドラゴンドライブ（2002年 - 2003年、絵コンテ）

2003年
- E'S OTHERWISE（絵コンテ・演出）
- グリーングリーン（演出）
- 出撃!マシンロボレスキュー（2003年 - 2004年、絵コンテ・演出）

2004年
- せんせいのお時間（絵コンテ・演出）

2005年
- かりん（絵コンテ）
- いちご100%（演出）
- 蟲師（2005年 - 2006年、絵コンテ・演出）
- ガンパレード・オーケストラ（2005年 - 2006年、絵コンテ）

2006年
- 僕等がいた（絵コンテ・演出）
- 家庭教師ヒットマンREBORN!（2006年 - 2010年、絵コンテ）

2007年
- 神曲奏界ポリフォニカ（絵コンテ）
- この青空に約束を― 〜ようこそつぐみ寮へ〜（絵コンテ）

2008年
- GUNSLINGER GIRL -IL TEATRINO-（絵コンテ）
- 亡念のザムド（2008年 - 2009年、絵コンテ）
- ソウルイーター（2008年 - 2009年、絵コンテ・演出）

2009年
- WHITE ALBUM（絵コンテ・演出）
- 花咲ける青少年（絵コンテ）
- かなめも（絵コンテ）

2010年
- 荒川アンダー ザ ブリッジ（絵コンテ・演出）
- 荒川アンダー ザ ブリッジ×ブリッジ（絵コンテ）
- STAR DRIVER 輝きのタクト（2010年 - 2011年、絵コンテ・演出）

2011年
- DOG DAYS（絵コンテ・演出）

2012年
- エウレカセブンAO（絵コンテ）
- だから僕は、Hができない。（絵コンテ）
- ダンボール戦機W（2012年 - 2013年、絵コンテ・演出）
- 超速変形ジャイロゼッター（2012年 - 2013年、絵コンテ・演出）

2013年
- まおゆう魔王勇者（絵コンテ）
- ダンボール戦機WARS（絵コンテ）
- ダイヤのA（2013年 - 2014年、絵コンテ）

2014年
- ベイビーステップ（絵コンテ）
- キャプテン・アース（演出）

2015年
- SHIROBAKO（絵コンテ）
- 空戦魔導士候補生の教官（演出）
- アルスラーン戦記（絵コンテ）

2017年
- パズドラクロス（絵コンテ）
- クラシカロイド（絵コンテ）

2021年
- キングダム（絵コンテ）

2024年
- マッシュル-MASHLE- 神覚者候補選抜試験編（絵コンテ）
- 魔王学院の不適合者 II 〜史上最強の魔王の始祖、転生して子孫たちの学校へ通う〜（絵コンテ）

2025年
- プリンセッション・オーケストラ（絵コンテ）

### OVA
- DARKER THAN BLACK -黒の契約者- 外伝（2010年、演出）